# الاتحاد الكردستاني لكرة القدم
الاتحاد الكردستاني لكرة القدم (ب[Yekêtî Nawendî Topîpêy Kurdistan] خطأ: {{اللغة-؟؟}}: نص الرومنة ليس بالخط اللاتيني (الموضع 1: ی) (مساعدة)) هي الهيئة الإدارية لكرة القدم في كردستان العراق التي تشرف على منتخب كردستان العراق. كما تشرف أيضًا على الدوري الكردستاني الممتاز وكأس كردستان وكأس السوبر الكردستاني.

## الشعار الرسمي
صُمم شعار الاتحاد الكردستاني من قبل الفنان الكردي روان سيروان ناورولي (بالكردية: ره‌وه‌ند سیروان نه‌ورڕۆڵی) في عام 2005. يمثل الشعار ألوان علم كردستان، حيث يمثل اللون الأحمر نيران نوروز الكردية، ويمثل اللون الأصفر الشمس الكردية، والأخضر يمثل الطبيعة الخضراء في كردستان.

## رئيس الاتحاد
| اسم             | فترة                   |
| --------------- | ---------------------- |
| سفين كنابي      | 2006-2 مارس 2021       |
| طارق عبد الرحمن | 4 مارس 2021 - حتى 2025 |

الاسم :صلاح الدين سيامند 
فترة : من 2025 حتى الان

## روابط خارجية
- موقع اتحاد كوردستان الرسمي